# Distributeur d'asticots

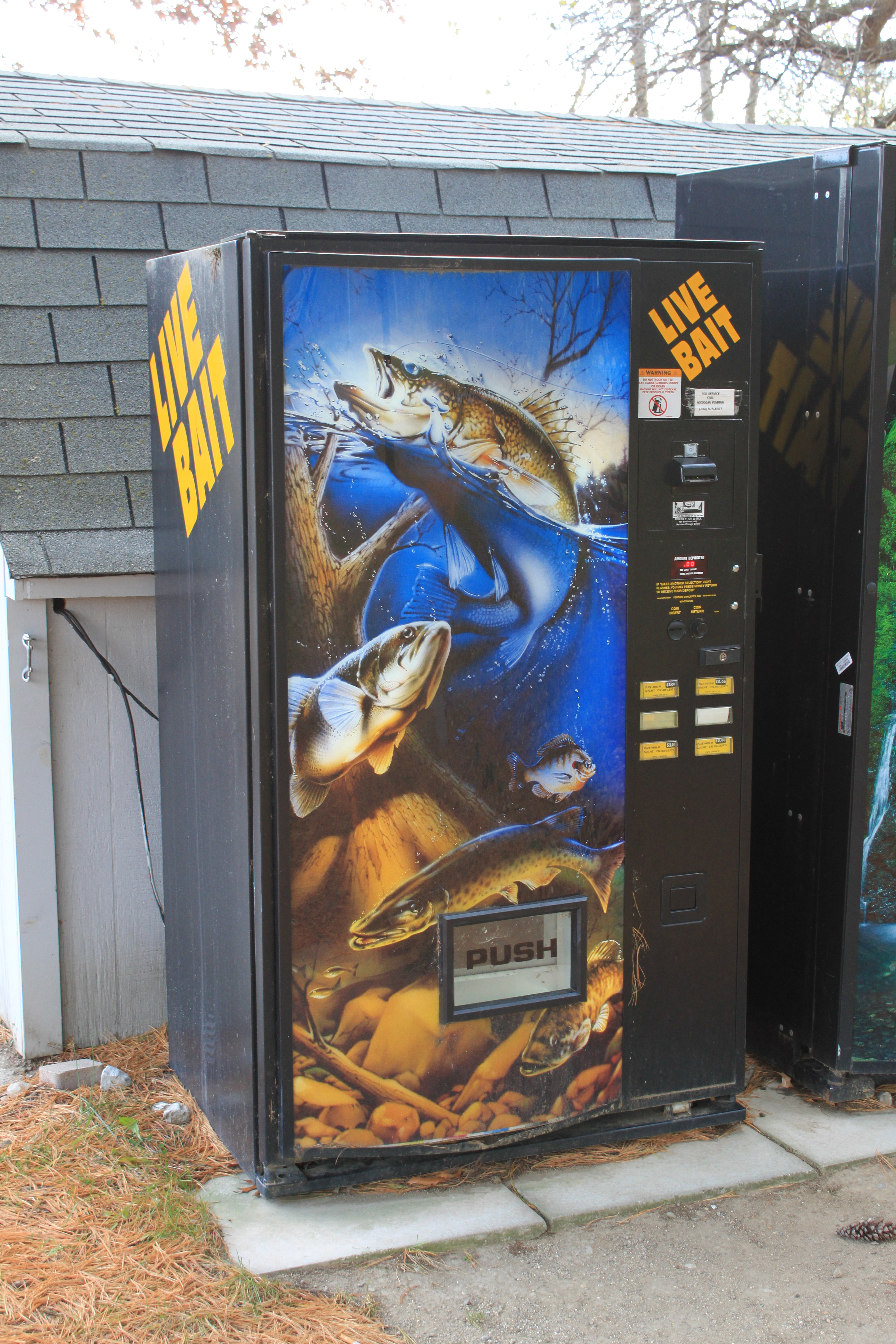
Un distributeur d'asticots dans le Michigan.

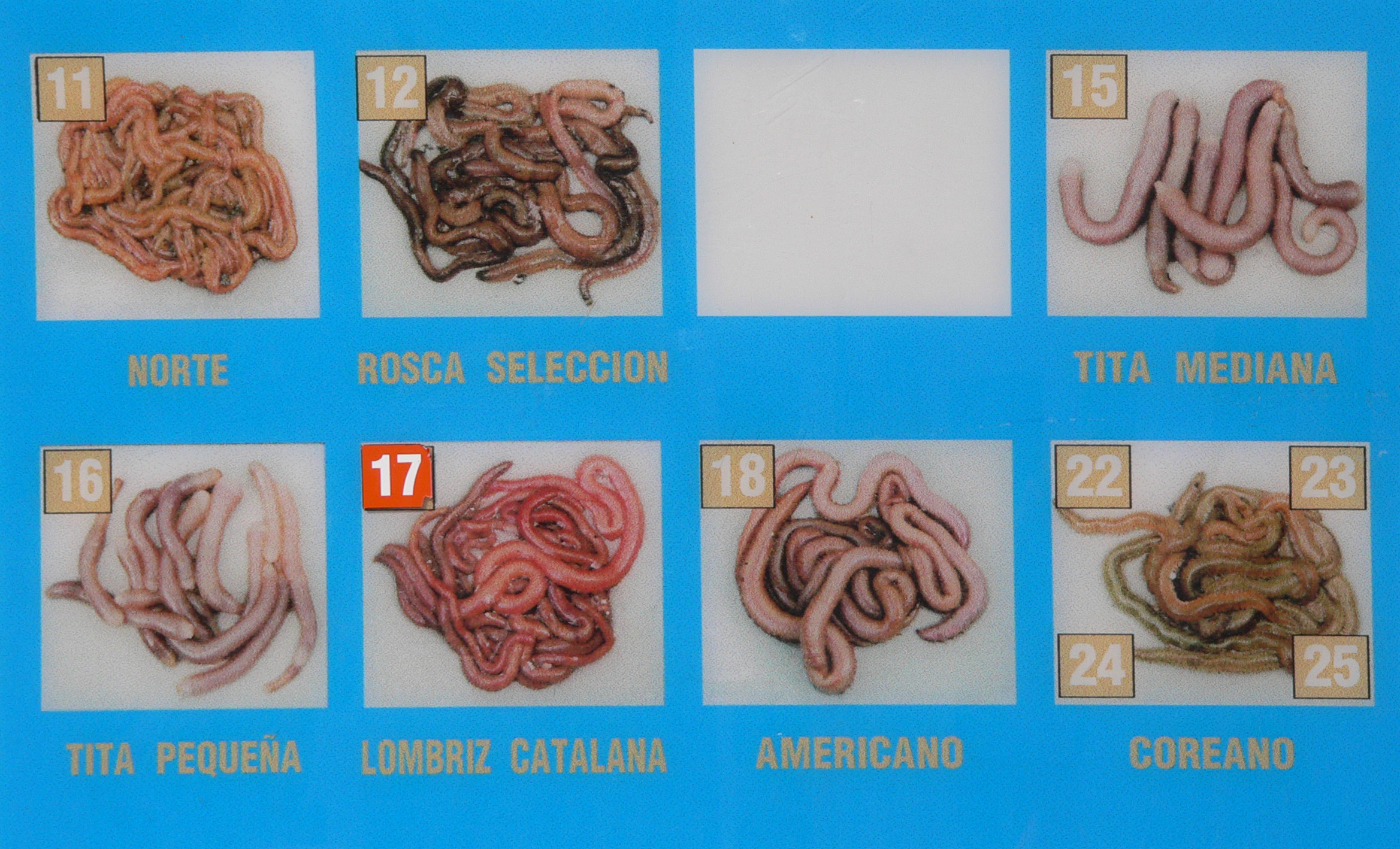
Panneau de présentation des produits d'un distributeur espagnol.

Un distributeur d'asticots ou distributeur de vers est un distributeur automatique qui propose des appâts vivants pour la pêche sportive, tels que des asticots ou des vers.

## Sources
- Le Parisien, « Un distributeur automatique... d'asticots », 3 juin 2011.